# Jack Davenport
Jack Arthur Davenport (Wimbledon, (Londen) 1 maart 1973) is een Brits acteur.
Hij is een zoon van de acteur Nigel Davenport en de actrice Maria Aitken. Hij groeide op op Ibiza en in Oxford. Davenport deed zijn eerste acteerervaring op bij het Nationale Theater van Wales. Bekend in Groot-Brittannië werd hij in 1996 met zijn rol van Miles Stewart in de populaire BBC-serie This Life.
Daarna was hij onder andere te zien in bekende films als The Talented Mr. Ripley, Pirates of the Caribbean: The Curse of the Black Pearl, Pirates of the Caribbean: Dead Man's Chest, Pirates of the Caribbean: At World's End en The Wedding Date en de sitcom Coupling. Ook werkt hij regelmatig voor de radio; in 2006 las hij op BBC Radio 4 de oorlogsverslagen uit de Tweede Wereldoorlog van de bekende Britse journalist Alistair Cooke.